# Аабра
Аабра (ест. Aabra) — село в Естонії, входить до складу волості Риуге, повіту Вирумаа.